# Morieleño
Morieleño är en ort i Mexiko.   Den ligger i kommunen La Cruz och delstaten Chihuahua, i den nordvästra delen av landet, 1 100 km nordväst om huvudstaden Mexico City. Morieleño ligger 1 210 meter över havet och antalet invånare är 190.
Terrängen runt Morieleño är platt åt sydost, men åt nordväst är den kuperad. Morieleño ligger nere i en dal. Runt Morieleño är det mycket glesbefolkat, med 3 invånare per kvadratkilometer. Närmaste större samhälle är Ciudad Camargo, 17,2 km söder om Morieleño. Omgivningarna runt Morieleño är i huvudsak ett öppet busklandskap.